# The Phantom (album)
The Phantom è un album di Duke Pearson con il vibrafonista Bobby Hutcherson, pubblicato dalla Blue Note Records nel 1968. Il disco fu registrato al Van Gelder Studio di Englewood Cliffs, New Jersey (Stati Uniti) nelle date indicate nella lista tracce.

## Tracce
Lato A
1. The Phantom – 10:15 (Duke Pearson) – Registrato l'11 settembre 1968
2. Blues for Alvina – 3:05 (Willie Wilson, Alvina Wilson) – Registrato l'11 settembre 1968
3. Bunda amerela (Little Yellow Streetcar) – 6:05 (Duke Pearson) – Registrato il 24 giugno 1968

Lato B
1. Los ojos alegres (The Happy Eyes) – 6:15 (Duke Pearson) – Registrato l'11 settembre 1968
2. Say You're Mine – 5:50 (Duke Pearson) – Registrato l'11 settembre 1968
3. The Moana Surf – 7:25 (Jerry Dodgion) – Registrato l'11 settembre 1968

## Musicisti
A1, A2, B1, B2 e B3
- Duke Pearson - pianoforte, arrangiamenti
- Bobby Hutcherson - vibrafono (tranne nei brani: Blues for Alvina e Say You're Mine)
- Jerry Dodgion - flauto, flauto alto (tranne nel brano: Say You're Mine)
- Sam Brown - chitarra acustica (tranne nei brani: Blues for Alvina e Say You're Mine)
- Al Gafa - chitarra elettrica (tranne nel brano: Say You're Mine)
- Bob Cranshaw - contrabbasso
- Mickey Roker - batteria
- Carlos ''Potato'' Valdes - congas, güiro (tranne nel brano: Say You're Mine)

A3
- Duke Pearson - pianoforte, arrangiamenti
- Bobby Hutcherson - vibrafono
- Jerry Dodgion - flauto, flauto alto
- Sam Brown - chitarra acustica
- Al Gafa - chitarra elettrica
- Bob Cranshaw - contrabbasso
- Mickey Roker - batteria
- Victor Pantoja - congas[4][3]